# 大衛八世
大衛八世（1273年—1311年），是巴格拉季昂王朝的君主，為格魯吉亞中部和東部的國王（1292年—1302年及1308年—1311年在位）。

## 生平
大衛八世是格魯吉亞國王德米特里二世與他的妻子特拉比松公主的長子，於1293年因在魯美利亞叛亂中的軍事服務，被伊兒汗國統治者海合都任命為格魯吉亞國王。大衛八世接替表兄瓦赫坦二世，但大衛八世的統治實際上僅限於王國的東部，而自1259年以來，格魯吉亞西部已由巴格拉季昂王朝的伊梅雷蒂分支（即大衛六世的子嗣）統治。
1295年，大衛八世在伊爾汗國的內部衝突中支持拜都。然而，拜都被殺，合贊成為可汗。合贊下令格魯吉亞國王前往他的首都大布里士。大衛八世考慮到父親的遭遇，拒絕服從並開始準備戰爭。哈贊可汗以懲罰性遠征回應，並劫掠格魯吉亞。受到蒙古人的支持，奧塞梯人襲擊內卡爾特利大區，佔領大利亞赫維河峽谷。大衛八世在姆季烏列提山中堅守，並在茨卡雷與一支大型蒙古軍隊展開絕望的游擊戰，最終取得勝利。隨後，可汗宣布他被廢除，並於1299年任命大衛的弟弟喬治五世為國王。儘管得到了蒙古軍隊的支持，喬治的權力僅限於格魯吉亞首都第比利斯，於是可汗在1302年將他替換為另一個弟弟瓦赫坦三世。新國王率領蒙古軍隊對大衛發起進攻，但未能深入抵抗叛軍控制的多山省份，最終達成了停戰協議。大衛八世被逼承認為與其兄弟共同統治者，並獲得南部雅瓦赫季的阿拉斯塔尼親王封地。他與埃及馬穆魯克建立了友好關係，這是伊爾汗國的傳統對手，並在拜占庭的斡旋下，於1305年實現了耶路撒冷十字架修道院回歸格魯吉亞正教會|的恢復。
大衛八世於1311年逝世後，由其子喬治六世繼位.

## 家庭
大衛八世於1292年迎娶蒙古公主完澤台，這位公主是伊兒汗國的第二任君主阿八哈的女兒，也是前任國王瓦赫坦二世的寡婦，他們的兒子有：
- 梅爾基澤德克
- 安德羅尼庫斯

後來，他又娶格魯吉亞貴族哈馬達·蘇拉梅利的女兒，並生下了一子：
- 喬治六世，格魯吉亞國王

## 鑄幣
大衛八世名下流傳著兩種貨幣，分別是1297年和1310年鑄造的銀幣和銅幣。在這兩個時期之間的空白時期由大衛八世的弟弟瓦赫坦三世的錢幣填補。

## 外部連結
- დავით VIII (格魯吉亞語)

}}
| 大衛八世 巴格拉季昂王朝出生于：1273年逝世於：1311年 | 大衛八世 巴格拉季昂王朝出生于：1273年逝世於：1311年                                          | 大衛八世 巴格拉季昂王朝出生于：1273年逝世於：1311年 |
| 統治者頭銜                                          | 統治者頭銜                                                                                   | 統治者頭銜                                          |
| --------------------------------------------------- | -------------------------------------------------------------------------------------------- | --------------------------------------------------- |
| 前任者： 瓦赫坦二世                                 | 格魯吉亞國王 1292年–1302年 與瓦赫坦三世同時在任 （1301年–1307年）                            | 繼任者： 喬治五世及瓦赫坦三世                       |
| 前任者： 瓦赫坦三世                                 | 格魯吉亞國王 1302年–1308年 與瓦赫坦三世同時在任 （1301年–1307年） 喬治六世 （1307年–1308年） | 繼任者： 喬治六世                                   |